# 伊斯蘭旗幟

通常被視為代表伊斯蘭教的認主旗幟。

伊斯蘭旗幟是指代表伊斯蘭哈里發，或與伊斯蘭教有關的宗教團體、國家、民間團體、軍事力量與其他實體所使用的旗幟。基於伊斯蘭教對非聖像主義的規定，伊斯蘭旗幟擁有著獨特的歷史，特定的顏色、銘文或標誌（比如星月）成為這些旗幟的一致選擇。根據伊斯蘭傳統，自先知穆罕默德時代開始以降，一些帶有特定顏色的旗幟就與伊斯蘭教連繫在一塊。此後，歷史上的哈里發國、現代民族國家、某些教派與宗教活動都會使用伊斯蘭旗幟來象徵他們的伊斯蘭認同。

## 歷史

### 早期伊斯蘭時代
早在伊斯蘭教出現之前，阿拉伯部落與拜占庭帝國便用旗幟來作為其信號工具，早期穆斯林軍隊自然也透過旗幟來達成同樣的目的。早期的伊斯蘭旗幟在非聖像主義的規定下，使用大幅簡化後的素色設計。根據伊斯蘭教的傳統，古萊什部落有一面黑旗與黑白相間的旗幟。此外他還指出，穆罕默德有一面綽號叫「雛鷹」（阿拉伯语：‎，羅馬化：al-ʿuqāb）的白旗；還有一面據說是用他的妻子阿伊莎的頭髮做成的黑旗，被稱為「鷹旗」（(阿拉伯语：‎，羅馬化：al-rāyat al-ʿuqāb）或「黑旗」（阿拉伯语：‎，羅馬化：al-rāyat as-sawdāʾ）。在伊斯蘭傳統中，穆罕默德使用白旗來代表穆斯林軍隊領袖與穆斯林國家。其他例子包含著名阿拉伯將軍阿姆魯·本·阿斯使用的紅旗，以及哈瓦利吉派叛軍使用的紅旗。然而，早期穆斯林軍隊使用的旗幟一般使用了多種顏色，既有單一顏色也有混合顏色。
伍麦叶哈里發統治了中世紀伊斯蘭帝國中最大的地理範圍，其中該國採用了白旗。阿拔斯革命期間，阿拔斯根據早期伊斯蘭教末世論的說法，將「來自東方且舉著黑旗的民族」視為救世主馬赫迪的到來，並將黑旗納入其中。什葉派阿利德茲家族選擇用白旗來與阿拔斯做區別，同時也採用了綠旗。是以在817年，當阿拔斯哈里發阿布·阿拔斯·阿卜杜拉·馬蒙·本·哈倫將阿里·里達作為其繼承人後，便將黑旗改成了綠旗。在馬蒙於819年殺死阿里並返回巴格達後，又再次改回黑旗。之後的阿拔斯王朝繼續沿用黑旗，然而他們的哈里發是用白色絲綢，搭配《古蘭經》的銘文製成。後來，伊斯瑪儀什葉派法蒂玛王朝有意與阿拔斯對立，於是便採用了白旗，繼而鞏固了黑旗與白旗分別代表遜尼派與什葉派的聯繫，後來的穆瓦希德王朝同樣也使用了同款顏色。法蒂玛王朝的旗幟以紅色或黃色裝飾，有時還會有獅子圖案。一般來說，早期穆斯林統治者一般不使用有明顯的王朝、宗教與個人性質的圖案在內。

黑旗被認為是穆罕默德的象徵，並被阿拔斯王朝沿用
伍麦叶王朝、法提瑪王朝與穆瓦希德王朝使用的是白旗，據說也是穆罕默德的象徵
什葉派有時會使用的綠旗
哈瓦利吉派使用的紅旗

### 中世紀

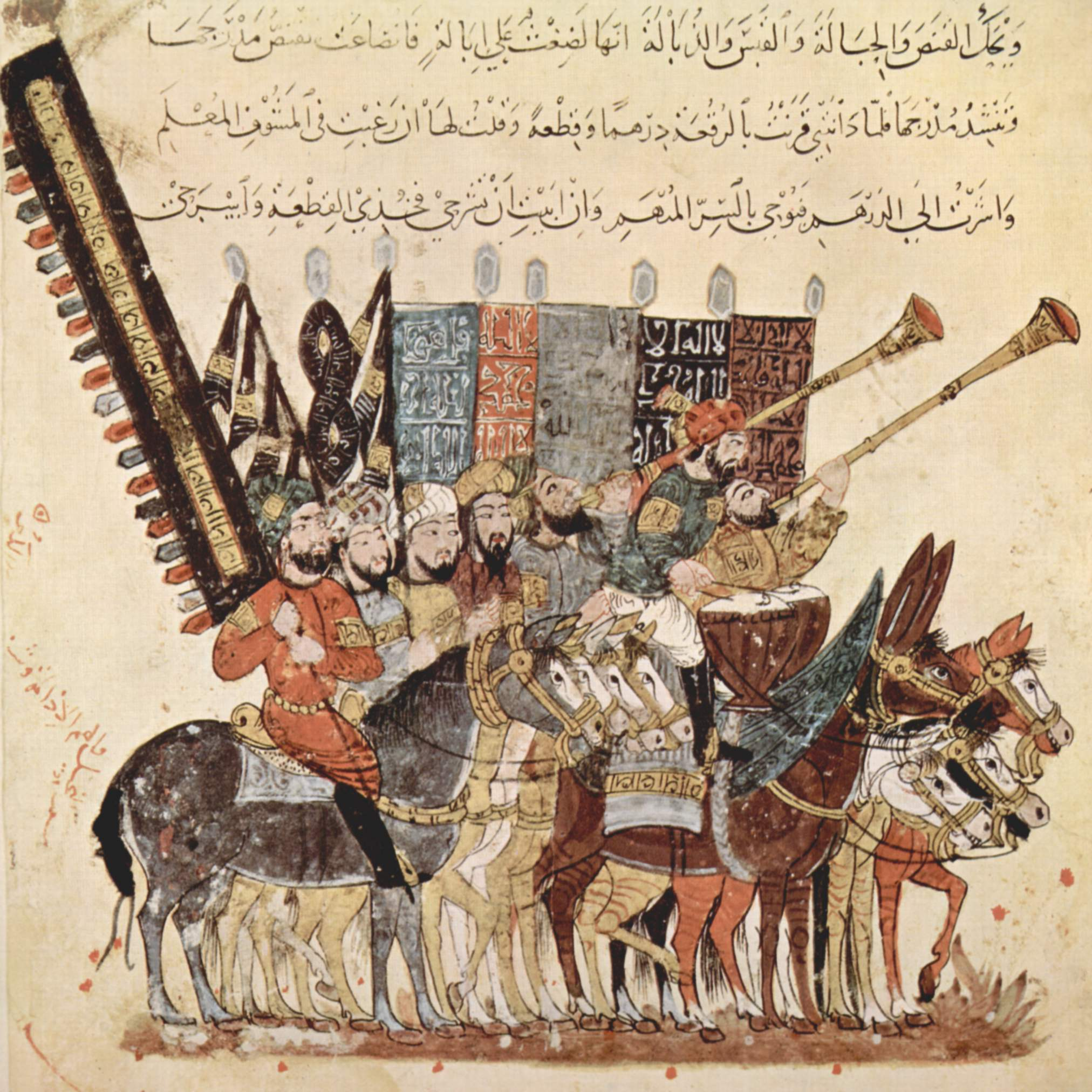
一對騎著馬，舉著刻有字樣的旗幟的觀眾正在觀看著遊行。該插圖出自哈里里的毛衣的第七個馬卡馬，作者為巴士拉的哈里里

在法蒂玛王朝後的阿尤布王朝與馬木留克蘇丹國保留了與黃色的聯繫。其中阿尤布王朝創立者薩拉丁手持著有雄鷹圖案的黃色旗幟；馬木留克蘇丹國同樣也使用黃色旗幟，但是有時候也會用紅色旗幟。來自東方的蒙古、突厥王朝，比如伊兒汗國、烏古斯人與塞爾柱王朝都偏向使用白旗。從13世紀的插圖畫家葉海亞·本·馬哈茂德·瓦西提的微型畫表示，伊斯蘭世界從中世紀開始就出現帶有銘文的宗教旗幟。14世紀，科律克索的海屯所著的《韃靼人之史》顯示，蒙古人與塞尔柱人都使用了各種戰爭標誌之旗幟。
早在《萬國知識之書》中，三日月就出現在突尼斯旗幟，遠比其被鄂圖曼帝國之時還要早。馬德里的西班牙海軍博物館展示了兩面鄂圖曼海軍旗幟：兩面旗幟都呈現燕尾形，一面為綠色，在靠近旗幟的地方有個白色三日月；另一面為白色，旗幟邊緣為兩條紅色條紋，靠近旗幟的地方則有個紅色三日月。
此外六角星也是伊斯蘭旗幟中常用的標誌。他在阿拉伯語中被稱為所羅門印記（‎）或大衛星（‎），其中所羅門印記也會以五角星來表示。根據《古蘭經》紀載，大衛與所羅門（阿拉伯語稱為蘇里曼或蘇萊曼）為先知與國王，是穆斯林所崇敬的人物。在鄂圖曼帝國統治前的哈乃斐派安那托利亞侯國中的卡拉曼侯國與詹達爾侯國皆使用了該星星。
馬木留克蘇丹國在其統治期間為兩聖地進行護法服務。在此期間，他們保存了被認為是先知穆罕默德旗幟的真正遺物。該旗幟後來被鄂圖曼帝國奪取，後者將該旗幟稱為「高貴的旗幟」，並在軍事行動期間使用之。根據鄂圖曼帝國歷史學家西拉達爾·芬迪克利利·穆罕默德·阿加的記載，該旗幟由黑色羊毛編織而成，除此之外並沒有更多進一步的細節。

埃宥比黃旗
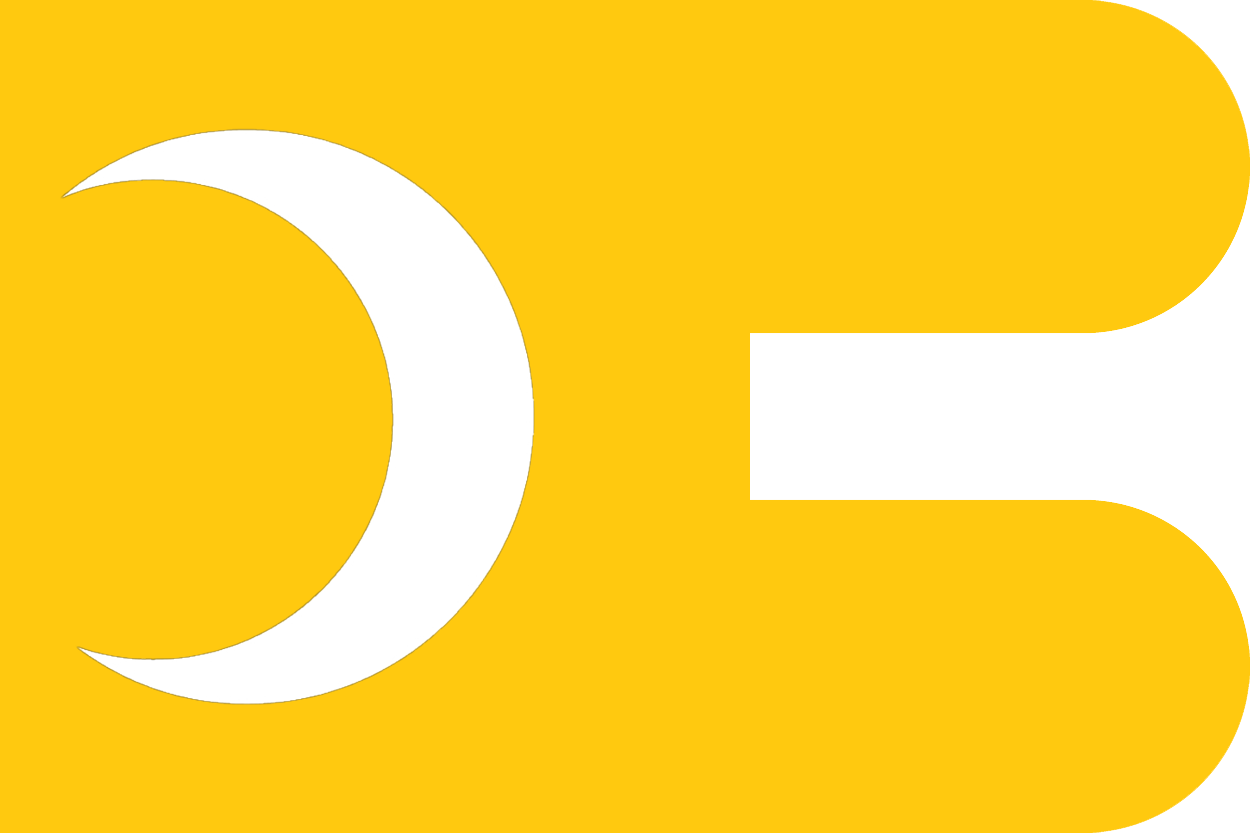
馬木留克蘇丹國國旗
卡拉曼侯國國旗
詹達爾侯國國旗

### 近代史

#### 鄂圖曼帝國
16世紀，鄂圖曼帝國開始使用戰旗，並逐漸取代（但仍長期並存）傳統的禿克或馬尾標誌。16-17世紀期間的戰旗上經常以阿里的劍（即佐爾菲卡爾）的標誌，西方世界常常把其誤讀成一把剪刀。塞利姆一世使用過的一面佐爾菲卡爾旗幟現在托卡比皇宮展示。伯納德·皮卡特的《世界各民族的宗教儀式與習俗》（法語：Cérémonies et coutumes religieuses de tous les peuples du monde，1737年）第七卷的土耳其旗幟圖片上也有兩面佐爾菲卡爾旗，他們被認為是由耶尼切里與西帕希所使用。
鄂圖曼帝國從1844年推行坦志麥特後，該國國旗按照當時歐洲軍隊的風格重新設計。鄂圖曼帝國海軍的旗幟被定義為紅色，這是因為當時紅色代表的是世俗機構的旗幟，綠色則為宗教機構的旗幟。由於該改革廢除了各種蘇丹屬國、帕夏里克、貝伊國與酋長國，因此該國設計了一面全新的國旗，來取代這些實體使用的各類旗幟，最終產生帶有星月圖案的紅白相間的旗幟（為現今土耳其國旗的前身）；純紅色的旗幟則被當作隸屬所有鄂圖曼帝國所有屬地的民船旗。

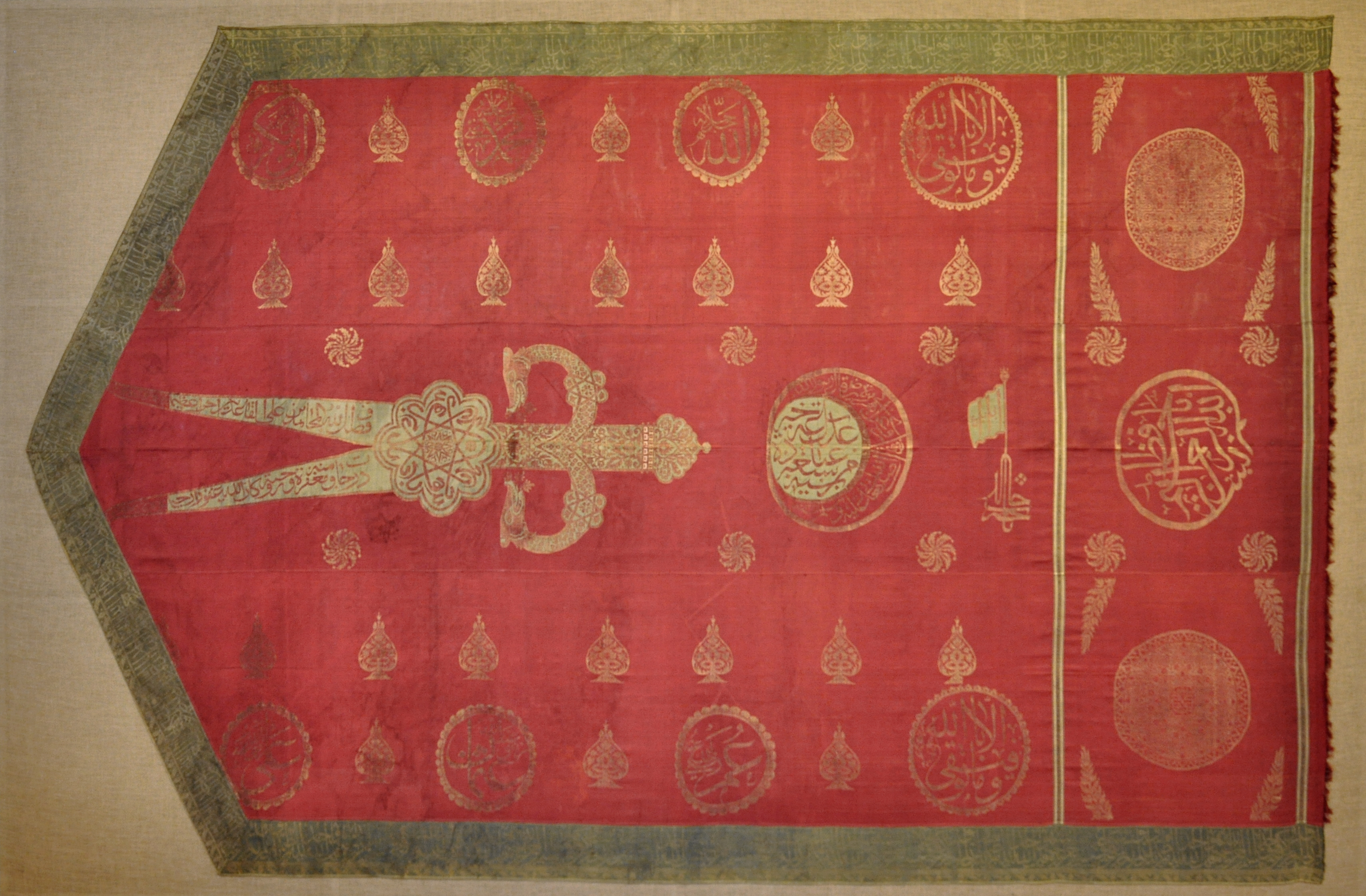
19世紀早期之佐爾菲卡爾（英语：Zulfiqar）旗幟示意圖
鄂圖曼帝國國旗（1844年-1923年）
海雷丁·巴巴羅薩使用的旗幟

#### 蒙兀兒帝國

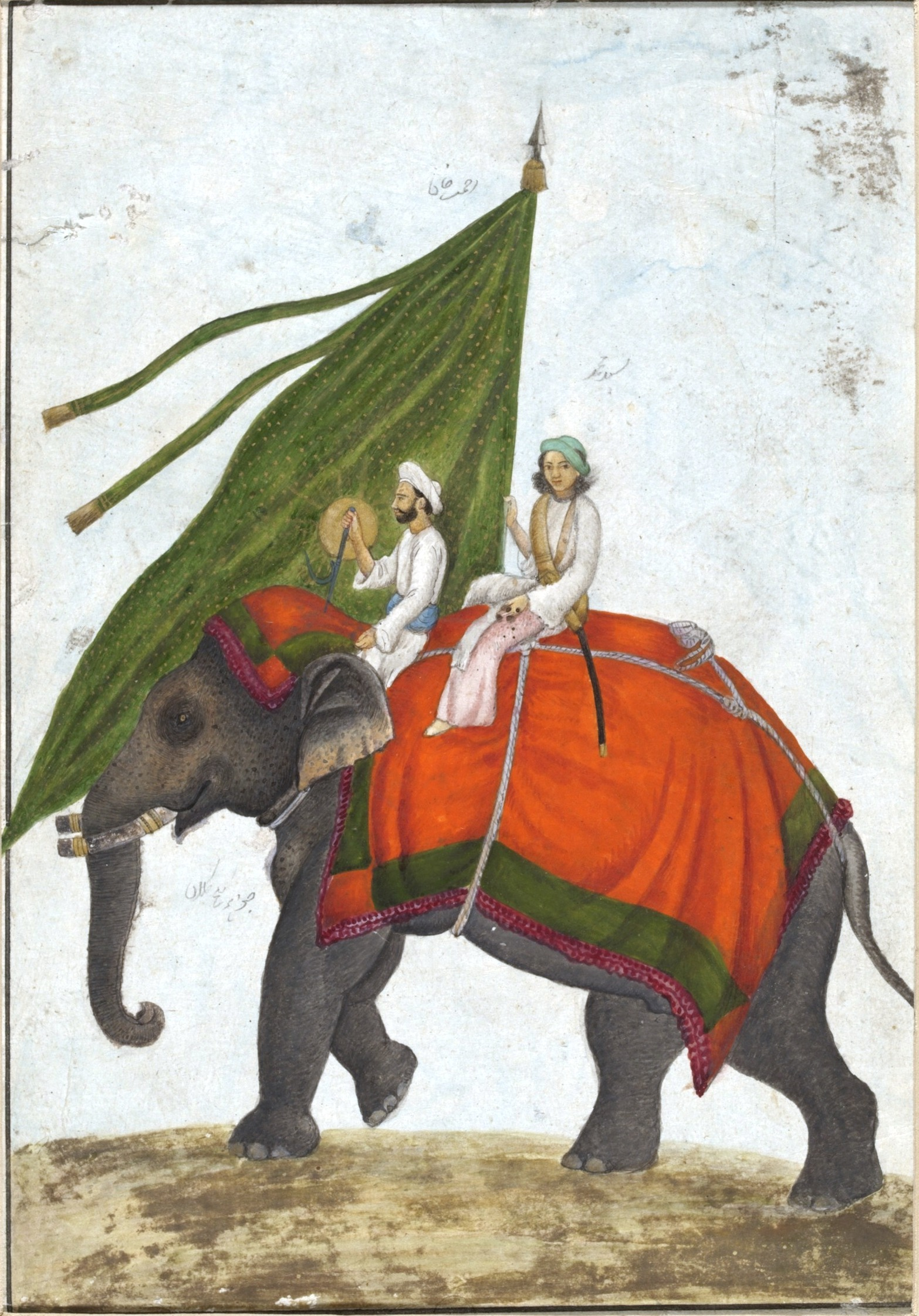
載著馴象師以及扛著帶有金色太陽的阿拉姆的大象。

蒙兀兒帝國有許多帝國旗幟與標準。該主要標準被稱為阿拉姆（‎），顏色以黛綠色為主，旗子上有著獅子與太陽（Shir-u-khurshid，‎）的圖案。蒙兀兒帝國對阿拉姆的使用最早可以追溯到帖木兒時期。帝國旗幟通常會出現在寶座右側、皇帝營地入口與皇帝行軍時的前方。
根據《艾因阿克巴里》的紀載，在阿克巴統治時期，每當皇帝外出騎馬時，都會攜帶著不少於五面阿拉姆，以及用大紅色布袋包裹的《古蘭經》（旗幟與其他徽章之集合），其在節慶或戰爭期間會被展示。在賈漢吉爾統治期間來到印度的湯瑪士·羅伊爵士的牧師愛德華·特里在其《東印度航行記》中記載道，每逢皇帝出行時，都會用大象驮着用丝绸制成的帝國旗幟，上面刻著一隻蹲伏著的獅子，並擋住了部分的太陽。

蒙兀兒帝國的阿拉姆（英语：Flag of the Mughal Empire）
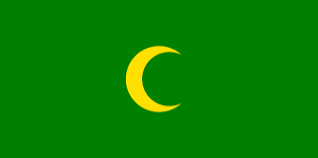
蒙兀兒帝國國旗（1857年）

#### 波斯帝國
萨非王朝時期擁有著各種旗幟，尤其前兩位國王的統治時期，他們都使用了不同的阿拉姆。該國的開國君主伊斯玛仪一世設計了一面有著金色滿月的綠旗；1524年，塔赫玛斯普一世使用羊與太陽的圖案來取代月亮：該旗幟一直使用到1576年為止。爾後，伊斯玛仪二世首次採用了金色的「獅子與太陽」圖案，該旗幟之後一直沿用到萨非王朝結束為止。在此期間，「獅子與太陽」的含意代表了波斯社會的兩大支柱：國家與伊斯蘭教。
阿夫沙爾王朝有兩種旗幟，第一種為紅白藍條紋，第二種為紅藍白黃條紋。納迪爾沙的個人旗幟為一面黃色五角星旗幟，邊框為紅色，中間有獅子與太陽的圖案。以上三面旗幟都是三角形。納迪爾沙有意識地避免使用綠旗，因為綠色正好與什葉派與萨非王朝相干。

伊斯邁爾二世後的萨非王朝國旗（1576年–1732年）
阿夫沙爾王朝國旗

### 現代史

#### 馬赫迪旗幟

19世紀後期蘇丹的馬赫迪起義旗幟

1881年，穆罕默德·艾哈邁德·馬赫迪宣布自己是馬赫迪·蒙塔扎爾（受尊敬者；先知穆罕默德的繼承者），並領導了一場反鄂圖曼-埃及蘇丹的伊斯蘭革命，直至他在1885年去世為止。在馬赫迪戰爭期間，馬赫迪追隨者（安薩爾或助手）將蘇菲派教徒在祈禱時使用的一面傳統旗幟形式使用在軍事目的上。蘇菲派旗幟上通常會印有穆斯林的清真言：「萬物非主，唯有真主，穆罕默德是真主的使者。」，以及教派創始人的名字（後者也通常被視為聖人）。只不過這面被使用的蘇菲派旗幟內容被經過改編，增加了《古蘭經》中的經文內容「真主啊！永生者啊！永存者啊！陛下與慷慨的主啊！」以及「穆罕默德·馬赫迪是真主使者的繼承人」等強烈主張。這些旗幟以特定的顏色來代表馬赫迪三大主要軍隊：黑旗、綠旗與紅旗。

#### 星月旗
20世紀中葉，鄂圖曼帝國的繼承國（包含阿爾及利亞、亞塞拜然、茅利塔尼亞、突尼西亞、土耳其、北賽普勒斯與利比亞）都使用了星月圖案。一些像是土庫曼與烏茲別克的中亞國家也因該標誌也與「突厥」有關，所以也開始使用該標誌。巴基斯坦國旗上的星月圖案代表著「進步與光明」（綠色則代表伊斯蘭教）。這些旗幟上的星月一開始並不具宗教意義，但從20世紀50-60年代開始，人們開始將這個標誌與伊斯蘭教聯繫在一起。到了20世紀70年代，阿拉伯民族主義與伊斯蘭主義者（比如僅在提議階段的阿拉伯伊斯蘭共和國與美國伊斯蘭民族組織）都紛紛接受了這個標誌。

#### 泛阿拉伯旗幟與顏色
泛阿拉伯顏色首次在1916年被阿拉伯起義旗所使用。雖然泛阿拉伯旗幟代表的是世俗阿拉伯民族主義而非伊斯蘭主義，然而馬赫迪·阿卜杜勒·哈迪在《阿拉伯旗幟的演變》一書中對泛阿拉伯旗幟的選擇做出了含有伊斯蘭象徵主義的解釋：黑色代表穆罕默德、正統哈里發與阿拔斯王朝；白色代表奧瑪雅王朝；綠色代表法蒂玛王朝；紅色代表哈瓦利吉派。1917年，阿拉伯起義領導人侯赛因·本·阿里使用了黑白綠旗幟取代原本全紅的旗幟，原本的紅色區塊則被改成三角形，並置於靠近旗桿的一側──此乃泛阿拉伯旗幟的誕生。自那時起，許多阿拉伯國家在實現獨立或政權更迭時，都使用了該顏色的組合，藉以反映阿拉伯起義旗。使用了相關顏色組合旗幟的國家包括伊拉克、敘利亞、葉門、埃及、科威特、阿聯酋、約旦、巴勒斯坦、阿爾及利亞與蘇丹，以及曾經的伊拉克國旗與利比亞國旗。

阿拉伯起義旗（1916年）[36]
阿拉伯伊斯蘭共和國國旗（1974年）

## 當代伊斯蘭旗幟

### 伊斯蘭國家
巴基斯坦伊斯蘭神學家阿布·阿拉·毛杜迪創立了伊斯蘭大會黨，並啟發了諸如鲁霍拉·穆萨维·霍梅尼等其他伊斯蘭革命者。目前有五個被國際承認的國家被認定為伊斯蘭國家，他們包括沙烏地阿拉伯（1932年由瓦哈比派的前身國家建立而成）、巴基斯坦（1947年起）、茅利塔尼亞（1958年起）、伊朗（1979年起）、葉門（1991年起）。阿拉伯世界的大多數國家皆將伊斯蘭教視為國教。這些國家的國旗大多帶有伊斯蘭的標誌。此外，一些未獲承認的聖戰主義色彩之事實上建立的國家，比如控制了部分伊拉克與敘利亞地區的伊斯蘭國、目前仍未被國際承認的阿富汗伊斯蘭大公國，以及分別統治索馬利亞與奈及利亞的部分地區的青年黨與博科聖地，皆使用了聖戰主義旗幟。
一些穆斯林國家國旗使用了刻有清真言的旗幟，比如沙烏地阿拉伯的國旗；1979年後的伊朗伊斯蘭共和國則使用了「阿拉」的風格化字眼。伊拉克國旗自1921年就使用泛阿拉伯顏色，自1991年起使用庫法體。在國旗刻有清真言的作法，始於18世紀的瓦哈比宗教運動。1902年，沙烏地王室領袖兼未來的沙烏地阿拉伯開國者阿卜杜勒-阿齐兹·本·阿卜杜拉赫曼·本·费萨尔·阿勒沙特在該旗幟上添加了一把劍。沙烏地阿拉伯目前的國旗為1902年內志與哈薩酋長國國旗的延續。1933年，東突厥斯坦伊斯蘭共和國也使用了這個旗幟；塔利班在1997年將其引進阿富汗國其中。

沙烏地阿拉伯國旗（1932年，以1921年版本為基礎）, 為綠色，上面有清真言和一把剑的圖案。
伊朗國旗（1980年）,其有一個高度風格化的國徽，意思為「阿拉」。
巴基斯坦國旗主要為深綠色，代表其擁有占多數的穆斯林 ，其也是眾多上面有星月圖案的穆斯林國旗之一。
伊拉克國旗包含有阿拉伯起義旗的顏色，中間有以庫法體所寫的（‎），即真主至大。[38][39]
茅利塔尼亞國旗（2017年，為1959年之變體），為綠底星月旗。
雖然根據葉門憲法（英语：Constitution of Yemen）規定葉門為伊斯蘭國家，但葉門國旗（1990年）並不包含任何宗教象徵。
阿富汗國旗上面有以阿拉伯語寫著「萬物非主，唯有真主，穆罕默德是真主的使者」。

### 教派旗幟

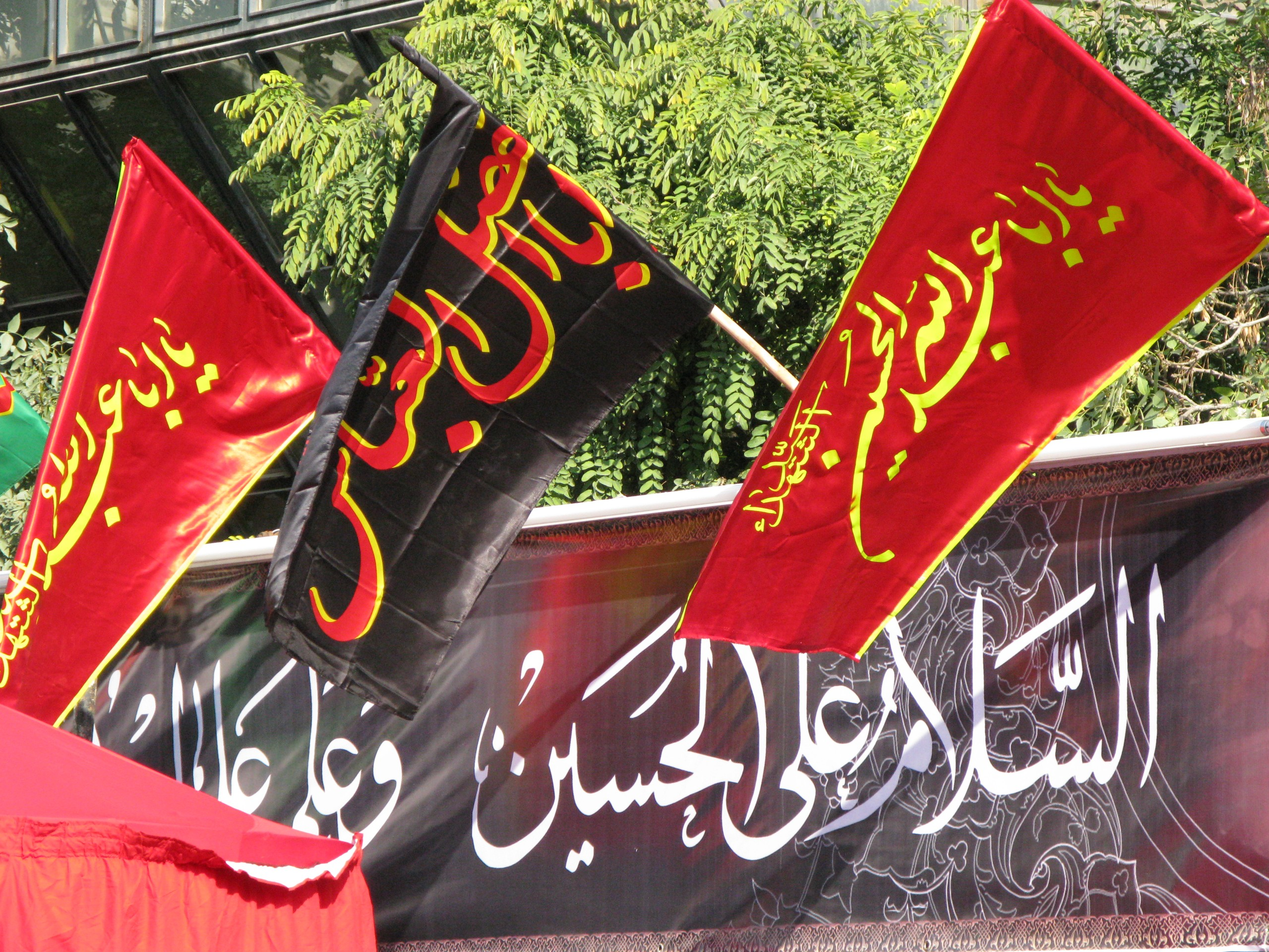
伊朗穆哈蘭姆哀悼儀式期間所懸掛的旗幟

雖然事實上並不存在代表整個伊斯蘭教的旗幟，但一些伊斯蘭教派分支與蘇非兄弟會會使用旗幟來象徵自己。在特定的伊斯蘭分支中，伊斯瑪儀派-什葉派的分支|尼扎里派使用的官方旗幟是綠色的，代表穆罕默德模式與阿里的斗篷，旗還有一個紅色條紋，代表著血與火。1986年，阿迦汗四世將該旗幟作為新構成的一部分，該旗幟將會在節慶期間懸掛在伊斯玛仪派穆斯林的集會場所：卡納大會堂上。阿赫邁底亞還使用了一種黑白相間的旗幟，首次升起於1939年。阿赫邁底亞哈里發國的第四任哈里發米爾扎·塔希爾·艾哈邁德根據啟示與先知概念的角度，解釋了黑白兩色的象徵意義。非裔美國人穆斯林宗教運動：伊斯蘭民族擁有一面被稱為「伊斯蘭教旗」的官方旗幟，其象徵著普遍的和平、和諧。
在什葉派傳統中，旗幟為穆哈蘭姆哀悼儀式的重要部分之一。這些哀悼者在名叫「加尔达尼阿拉姆」的儀式中，繞行著旗幟或橫幅並作為表演儀式，還會用旗幟來表示哀悼儀式的開始與結束。這些旗幟通常都有著看守人世代看守。

尼扎里（英语：Nizari Isma'ilism）伊斯瑪儀派旗幟（1986年）
伊斯蘭民族旗幟（1973年）
哈特米亞（英语：Khatmiyya）道乘旗

## 另見
- 國家象徵中的宗教元素
- 黑旗 (伊斯蘭教)
- 基督教旗幟
- 傑哈德旗幟（英语：Jihadist flag）

### 註腳
1. ↑  Hathaway 2003，第95頁.
2. ↑  Flag （页面存档备份，存于）. Britannica. Retrieved February 15, 2019.
3. ↑  Hinds 1996，第133頁.
4. ↑  Nicolle 1993，第6頁.
5. ↑  Hinds 1996，第108頁.
6. ↑  The Islamic Imagery Project （页面存档备份，存于） The Combating Terrorism Center Retrieved 27 May 2023
7. ↑  Nour, “L’Histoire du croissant,” p. 66/295. See also Ibn Khaldun, Muqaddimah, pp. 214–15.
8. 1 2  Wellhausen 1927，第533頁.
9. ↑  Hathaway 2003，第95–96頁.
10. ↑  Nardo, Don. . 12 September 2011  [2023-11-08]. ISBN 9781420508024. （原始内容存档于2023-10-04）.
11. 1 2  David-Weill, J. . Gibb, H. A. R.; Kramers, J. H.; Lévi-Provençal, E.; Schacht, J.; Lewis, B.; Pellat, Ch.  (编). . Leiden: E. J. Brill: 349. 1960. OCLC 495469456.
12. ↑  Muhammad b. Yazid b. Maja (d. 887), Sunan, ed. Muhammad Fu˘ad ˜Abd al-Baqi, 2 vols. (Cairo: Halabi, 1372/1952), vol. 2: 1366–67; ˜Ala al-Din ˜Ali b. Husam al-Din al-Muttaqi (1477–1567), Kanz al-˜ummål, 8 parts (Hyderabad: Da˘irat al-Ma˜arif, 1312/1894–95), part 3: 203; part 4: 38, 39, 45, 53
13. ↑  Kennedy, Hugh.  Second. Harlow: Longman. 2004: 152–153, 161. ISBN 978-0-582-40525-7.
14. ↑  Amira K. Bennison. . Edinburgh University Press. 2016: 101. ISBN 978-0-7486-4682-1.
Pascal Buresi, Hicham El Aallaoui. . BRILL. 2012: 76. ISBN 978-90-04-23333-1.
Amira K. Bennison, Alison L. Gascoigne. . Routledge. 2007: 88. ISBN 978-1-134-09650-3.
15. 1 2  Hathaway 2003，第96–97頁.
16. ↑  Grabar 2005，第252頁.
17. ↑  Hathaway 2003，第98頁.
18. ↑  Nozomi Karyasu & António Martins, 8 October 2006 on Flags of the World （页面存档备份，存于）.
19. ↑  The Muslim Empires of the Ottomans, Safavids, and Mughals, By Stephen F. Dale, 2009
20. ↑  Hathaway 2003，第97–8頁.
21. ↑  e.g. Jaques Nicolas Bellin, Tableau des Pavillons de le nations que aborent à la mer (1756).
22. ↑  . www.crwflags.com.   [2023-11-08]. （原始内容存档于2020-09-07）.
23. ↑  . Bl.uk. 2003-11-30  [2022-04-17]. （原始内容存档于2019-03-23）.
24. ↑  . Mumbai: Khadi Dyers & Printers.   [26 February 2010]. （原始内容存档于21 November 2010）. primarily moss green and some flags were scarlet. Against a green field it displayed a rising sun, partially eclipsed by a body of a couching lion facing the hoist
25. 1 2  Singh, K.V. . New Delhi: Publication Division, Ministry of Information & Broadcasting, Government of India. 1991: 14.
26. ↑  Blochmann, H. (tr.) (1927, reprint 1993). The Ain-I Akbari by Abu'l-Fazl Allami, Vol. I, Calcutta: The Asiatic Society, p.52
27. ↑  Foster, William (ed.) (1921) Early Travels in India, 1583–1619, London: Oxford University Press, p. 306
28. ↑  Terry, Edward. . London: J. Wilkie. 1777: 347 [1655].
29. ↑  .   [11 November 2010]. （原始内容存档于2017-02-02）.
30. ↑  .   [12 November 2010]. （原始内容存档于2019-11-09）.
31. ↑  .   [12 November 2010]. （原始内容存档于2020-05-27）.
32. ↑  Mahdi Flag （页面存档备份，存于）. National Portrait Gallery. Retrieved December 19, 2020.
33. 1 2  Flags of the Mahdiyya （页面存档备份，存于）. Making African Connections. Retrieved December 19, 2020.
34. ↑  The symbolism of the star and crescent in the flag of the Kingdom of Libya (1951–1969) was explained in an English language booklet, The Libyan Flag & The National Anthem, issued by the Ministry of Information and Guidance of the Kingdom of Libya (year unknown, cited after Jos Poels at FOTW （页面存档备份，存于）, 1997) as follows: "The crescent is symbolic of the beginning of the lunar month according to the Muslim calendar. It brings back to our minds the story of the Hijra (migration) of our Prophet Mohammed from his home in order to spread Islam and teach the principles of right and virtue. The Star represents our smiling hope, the beauty of aim and object and the light of our belief in God, in our country, its dignity and honour which illuminate our way and puts an end to darkness."
35. ↑  Edward E. Curtis, Black Muslim religion in the Nation of Islam, 1960–1975 (2006), p. 157 （页面存档备份，存于）.
36. ↑  Pan-Arab Colours （页面存档备份，存于）, crwflags.com; Mahdi Abdul-Hadi, The Great Arab Revolt 的存檔，存档日期2014-05-05., passia.org
37. 1 2  . Firefly Books. 2003: 165  [12 September 2012]. ISBN 978-1552978139.
38. ↑  . www.nationsonline.org.   [2021-12-26]. （原始内容存档于2022-04-03）.
39. ↑  Engber, Daniel. . Slate Magazine. 2006-09-12  [2021-12-26]. （原始内容存档于2023-01-16） （英语）.
40. ↑  Ismaili flag & New Ismaili Constitution of 1986 （页面存档备份，存于）. Ismaili. Retrieved February 16, 2019.
41. ↑  . Alislam.org. 1939-12-28  [2016-03-23]. （原始内容存档于2016-08-21）.
42. ↑  . Askislam.org. 1984-10-22  [2016-03-23]. （原始内容存档于2008-05-17）.
 • . Askislam.org.   [2015-06-27]. （原始内容存档于2015-06-30）. Black absorbs total light, [it] does not emit an iota of light, so from looking heavenly-wards black indicates that we absorb entire light from heaven, and white reflects total light without being dishonest about it, so a Messenger has two aspects. One of receiving things from Allah, in that respect he's nabi [prophet], whatever he receives he completely, totally absorbs, and when he speaks to the others he reflects the entire light without being dishonest or stingy about it, so that reflection makes it white. So reception that is a complete reception without leaving anything out and reflection that is a complete reflection without leaving anything out, they are witnessed only in two colours: black and white. So both have been employed in Islam as flags.
43. ↑  Brief history on origin of the Nation of Islam （页面存档备份，存于）. Nation of Islam. Retrieved February 16, 2019.
44. ↑  Muharram mourning traditions in different lands – 31 （页面存档备份，存于）. Parstoday. Retrieved February 16, 2019.

### 書籍
- Grabar, Oleg. . . Hampshire: Ashgate. 2005: 243–255. ISBN 978-0-86078921-5., originally published in Ismaili Contributions to Islamic Culture (1977), Imperial Iranian Academy of Philosophy, pp. 207–224
- Hathaway, Jane. [[[:Template:Gbook]] ] 请检查|url=值 (帮助). Albany, New York: State University of New York Press. 2003. ISBN 978-0-7914-5883-9.
- Hinds, Martin. . Darwin Press. 1996. ISBN 978-0-87850-109-0.
- Nicolle, David. . Osprey Publishing. 1993. ISBN 978-1-85532-279-0.[永久]
- Hrbek, I. . Joseph Ki-Zerbo; Djibril T. Niane  (编). . IV: Africa from the Twelfth to the Sixteenth Century. UNESCO, James Curry Ltd., and University of California Press. 1997.
- Sparavigna, A.C. (2016). The Sun, the Moon and the Mughal Emperors. SSRN Electronic Journal.
- Wellhausen, Julius. . 由Margaret Graham Weir翻译. Beirut: Khayats. 1927.

## 外部連結
- 世界旗帜网（FOTW）的Islamic flags
- Historic flags of Islam (Flags of the World website) （页面存档备份，存于）
- The Flag of Quraish (Flags of the World website （页面存档备份，存于）
- "Crescent Moon: Is It a Symbol of Islam?" on Islam.about.com 的存檔，存档日期2007-03-18.